# Alastor: Book of Angels Volume 21
Alastor: Book of Angels Volume 21 es un álbum con composiciones de John Zorn, interpretadas por el violinista y multinstrumentista Eyvind Kang, el cual fue publicado en 2014 por Tzadik Records. Se trata del disco número veintiuno de la serie Book of Angels.

## Recepción
Scott Morrow, de Alarm, señaló: "Aunque Kang generalmente se inclina hacia la música clásica, de cámara y ambiente, su interpretación de las selecciones elegidas a mano por Zorn es una colisión sorprendente y hermosa de estilos."

## Lista de pistas
Todas las  composiciones por John Zorn.
1. "Hakem" - 5:37
2. "Samchia" - 3:49
3. "Hakha" - 3:18
4. "Jetrel" - 5:32
5. "Variel" - 4:12
6. "Loquel" - 3:15
7. "Rachiel" - 3:49
8. "Barael" - 3:22
9. "Sakriel" - 7:08
10. "Uriron" - 4:42

## Integrantes
- Eyvind Kang - bajo eléctrico, guitarras, janggu, kacapi, kemancheh, sintetizador Korg, sintetizador Moog, laúd árabe, percusión, piano, setar, sitar, viola, violín, voz
- Skerik - saxofón tenor
- Hans Teuber - clarinetes, flautas, saxofón tenor
- Cuong Vu - trumpeta
- Emma Ashbrook - fagot
- Josiah Boothby - corno francés
- Taina Karr - corno inglés, oboe
- Randall Dunn - sintetizador Moog, voz
- Hidayat Honari - tar
- Maria Scherer Wilson, William Smith - violonchelo
- Soyeon Park - geomungo
- JungAh Song - kayagum
- Shahzad Ismaily, Moriah Neils, Jacob Yackshaw - contrabajo
- Dave Abramson - batería, percusión
- Tor Dietrichson - bongos, congas, clave, guiro, tabla, triángulo
- Hyeonhee Park - janggu, kkwaenggwari
- Maya Dunietz, Jessika Kenney - voz